# Mont Impati
Le mont Impati est une colline près de la ville de Dundee dans la province du KwaZulu-Natal en Afrique du Sud. 

## Toponymie
Le nom impati est un mot zoulou signifiant « chef ». Comme son nom l’indique, la montagne se distingue nettement par son élévation par rapport aux collines environnantes.

## Histoire
Ses contreforts furent le théâtre de la bataille de la colline de Talana pendant la seconde guerre des Boers.